# オランジュ音楽祭

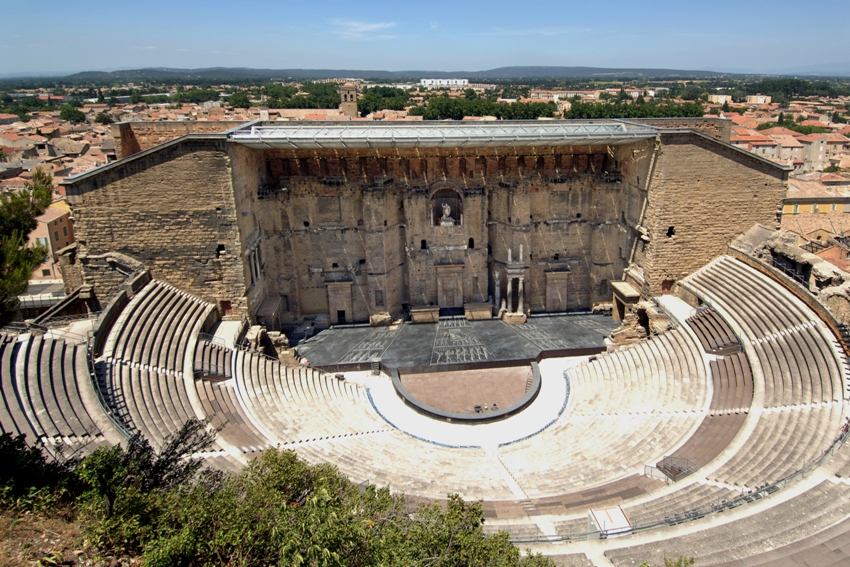
オランジュのローマ劇場

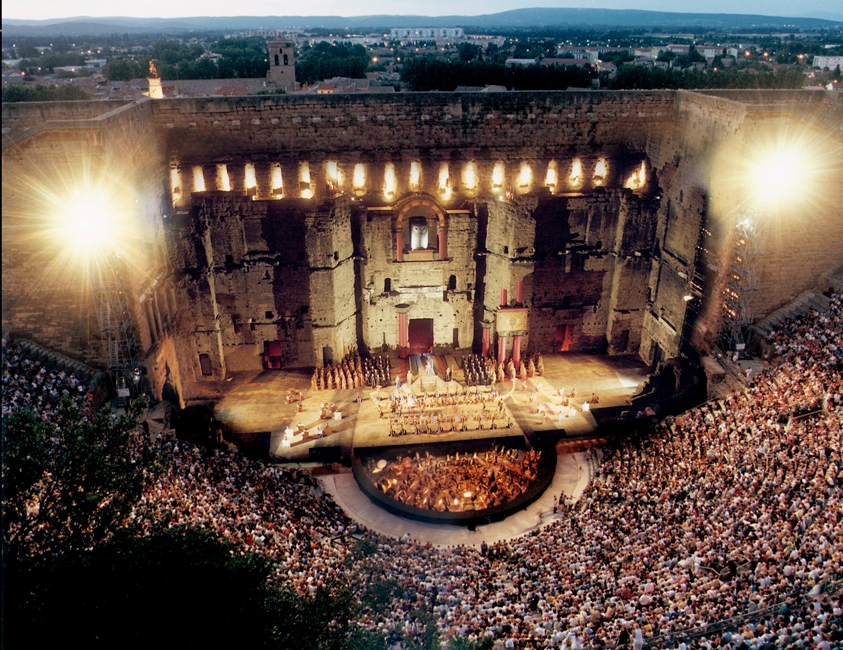
音楽祭の様子

オランジュ音楽祭（フランス語: Chorégies d'Orange）は、フランス南部のオランジュで毎年8月に開かれるオペラ音楽祭。公演は古代ローマの劇場の遺跡で行われる。ローマ劇場は壁面が残存しており、後世に9000席の客席が再建されたものである。

## 概要
最初の祭典は1860年に開催されたが、1869年にローマ劇場の復元が成ると「ローマ祭」と呼ばれ、エティエンヌ＝ニコラ・メユールのオペラ『ジョゼフ』が上演された。祭典にはフランスの著名な芸術家たちが出演し、1世紀にわたって演劇、オペラ、コンサートが開かれた。1903年にはサラ・ベルナールが『フェードル』を上演したほか、『アンドロマック』『アンティゴネ』などの演劇が上演された。
1902年から祭典は「コーレジー」と呼ばれ、毎年実施されるようになった。コーレジーとはギリシャ語で合唱指導者を意味する「khorêgós（コレゴス）」が語源で、舞台の壁面の優れた音響効果からその名がつけられた。コーレジーでは音楽と演劇が交互に上演されてきたが、1969年から演劇はアヴィニョン演劇祭で行われるようになり、1971年から「新コーレジー」というオペラ音楽祭として再生した。現在では声楽リサイタルやオーケストラコンサートとともに2つのオペラを2回上演するのが一般的である。かつてはドイツオペラに非常に熱心な音楽祭（大部分を占めていた時期すらある）だったが、近年はほぼイタリアオペラ中心である。

## 上演オペラ
- 1968年：アイーダ（ジュゼッペ・ヴェルディ）
- 1969年：ファウスト（シャルル・グノー）
- 1970年：ミレイユ（グノー）
- 1972年：イル・トロヴァトーレ（ヴェルディ）
- 1973年：トリスタンとイゾルデ（リヒャルト・ワーグナー）
- 1974年：サロメ（リヒャルト・シュトラウス）、ノルマ（ヴィンチェンツォ・ベッリーニ）
- 1975年：ワルキューレ（ワーグナー）、オテロ（ヴェルディ）
- 1976年：アイーダ（ヴェルディ）、ローエングリン（ワーグナー）
- 1977年：ランメルモールのルチア（ガエターノ・ドニゼッティ）、フィデリオ（ルートヴィヒ・ヴァン・ベートーヴェン）
- 1978年：サムソンとデリラ（カミーユ・サン＝サーンス）、マクベス（ヴェルディ）
- 1979年：トゥーランドット（ジャコモ・プッチーニ）、パルジファル（ワーグナー）
- 1980年：リゴレット（ヴェルディ）、さまよえるオランダ人（ワーグナー）
- 1981年：魔笛（ヴォルフガング・アマデウス・モーツァルト）、イル・トロヴァトーレ（ヴェルディ）
- 1982年：運命の力（ヴェルディ）、ナブッコ（ヴェルディ）
- 1983年：アイーダ（ヴェルディ）、ラ・ジョコンダ（アミルカレ・ポンキエッリ）、トゥーランドット（プッチーニ）
- 1984年：ドン・カルロ（ヴェルディ）、カルメン（ジョルジュ・ビゼー）
- 1985年：シモン・ボッカネグラ（ヴェルディ）、ボリス・ゴドゥノフ（モデスト・ムソルグスキー）
- 1986年：タンホイザー（ワーグナー）、マクベス（ヴェルディ）
- 1987年：さまよえるオランダ人（ワーグナー）、エロディア（ジュール・マスネ）
- 1988年：ニーベルングの指環（ワーグナー）
- 1989年：魔笛（モーツァルト）、ナブッコ（ヴェルディ）
- 1990年：ドン・カルロ（ヴェルディ）、ファウスト（グノー）
- 1991年：エレクトラ（シュトラウス）、アイーダ（ヴェルディ）
- 1992年：カルメン（ビゼー）、イル・トロヴァトーレ（ヴェルディ）
- 1993年：椿姫（ヴェルディ）、オテロ（ヴェルディ）
- 1994年：ナブッコ（ヴェルディ）、トスカ（プッチーニ）
- 1995年：アイーダ（ヴェルディ）、リゴレット（ヴェルディ）
- 1996年：ドン・ジョヴァンニ（モーツァルト）、運命の力（ヴェルディ）
- 1997年：ランメルモールのルチア（ドニゼッティ）、トゥーランドット（プッチーニ）、トリスタンとイゾルデ（ワーグナー）
- 1998年：カルメン（ビゼー）、ナブッコ（ヴェルディ）
- 1999年：椿姫（ヴェルディ）、ノルマ（ベッリーニ）
- 2000年：トスカ（プッチーニ）、ホフマン物語（ジャック・オッフェンバック）
- 2001年：ドン・カルロ（ヴェルディ）、リゴレット（ヴェルディ）、アイーダ（ヴェルディ）
- 2002年：ロメオとジュリエット（グノー）、魔笛（モーツァルト）
- 2003年：椿姫（ヴェルディ）、オテロ（ヴェルディ）
- 2004年：カルメン（ビゼー）、ナブッコ（ヴェルディ）
- 2005年：ラ・ボエーム（プッチーニ）、ホフマン物語（オッフェンバック）
- 2006年：アイーダ（ヴェルディ）、ランメルモールのルチア（ドニゼッティ）
- 2007年：蝶々夫人（プッチーニ）、イル・トロヴァトーレ（ヴェルディ）
- 2008年：カルメン（ビゼー）、ファウスト（グノー）
- 2009年：椿姫（ヴェルディ）、カヴァレリア・ルスティカーナ（ピエトロ・マスカーニ）、道化師（ルッジェーロ・レオンカヴァッロ）
- 2010年：トスカ（プッチーニ）、ミレイユ（グノー）
- 2011年：アイーダ（ヴェルディ）、リゴレット（ヴェルディ）
- 2012年：トゥーランドット（プッチーニ）、ラ・ボエーム（プッチーニ）
- 2013年：仮面舞踏会（ヴェルディ）、さまよえるオランダ人（ワーグナー）
- 2014年：オテロ（ヴェルディ）、ナブッコ（ヴェルディ）
- 2015年：イル・トロヴァトーレ（ヴェルディ）、カルメン（ビゼー）
- 2016年：蝶々夫人（プッチーニ）、椿姫（ヴェルディ）
- 2017年：アイーダ（ヴェルディ）、リゴレット（ヴェルディ）
- 2018年：メフィストフェレ（ボイト）、セヴィリアの理髪師（ロッシーニ）

## 文献
- Philippe Chabro, Chorégies d’Orange (1971–1994), Actes Sud, Arles, 1995 ISBN 2-7427-0633-X